# Onthophagus hericius
Onthophagus hericius là một loài bọ cánh cứng trong họ Bọ hung (Scarabaeidae).